# Belgrandiella nemethi
Belgrandiella nemethi is een slakkensoort uit de familie van de Hydrobiidae. De wetenschappelijke naam van de soort is voor het eerst geldig gepubliceerd in 1993 door Schutt.